# 林業種苗法
林業種苗法（りんぎょうしゅびょうほう、昭和45年5月22日法律第89号）は、優良な林業種苗の供給を確保し、適正かつ円滑な造林を推進して林業総生産の増大および林業の安定的発展に資することに関する法律である。
主として、優良な採取源の指定、生産事業者の登録、種苗配布の際の表示の適正化、種苗の配布区域の制限を規定している。昭和14年法律第16号の旧法を改正したもの。